# Regionaal Archief Dordrecht
Het Regionaal Archief Dordrecht beheert het archief van de stad Dordrecht, in de Nederlandse provincie Zuid-Holland, en van dertien omringende gemeenten. Het is gevestigd op het Hof in Dordrecht.

## Beschrijving
De gemeenten waarvan het Regionaal Archief de archieven bewaard zijn, naast Dordrecht, Alblasserdam, Binnenmaas, Cromstrijen, Hardinxveld-Giessendam, Hendrik-Ido-Ambacht, Korendijk, Molenwaard, Papendrecht, Sliedrecht, Strijen en Zwijndrecht. 
Het archief fungeert als centrum waar, in samenwerking met de bewoners van Dordrecht en de regio, vorm gegeven wordt aan het geheugen van de samenleving. Duizenden archiefstukken, foto's, tekeningen, kaarten, boeken, tijdschriften en kranten zijn in het erfgoedcentrum ondergebracht. Die archiefstukken komen niet alleen van de overheid, maar ook van burgers, bedrijven, scholen, sociale instellingen, notarissen, kerkgenootschappen en sportverenigingen. Vrijwel alle documenten zijn openbaar.
De archieven en collecties die door het Regionaal Archief worden beheerd, worden bewaard op het Stadsdepot aan de Dordtse Kil. De studiezaal is echter op het Hof in de binnenstad; stukken die men wil inzien moeten dus ruim op tijd worden aangevraagd.